# Cortina (arquitectura)

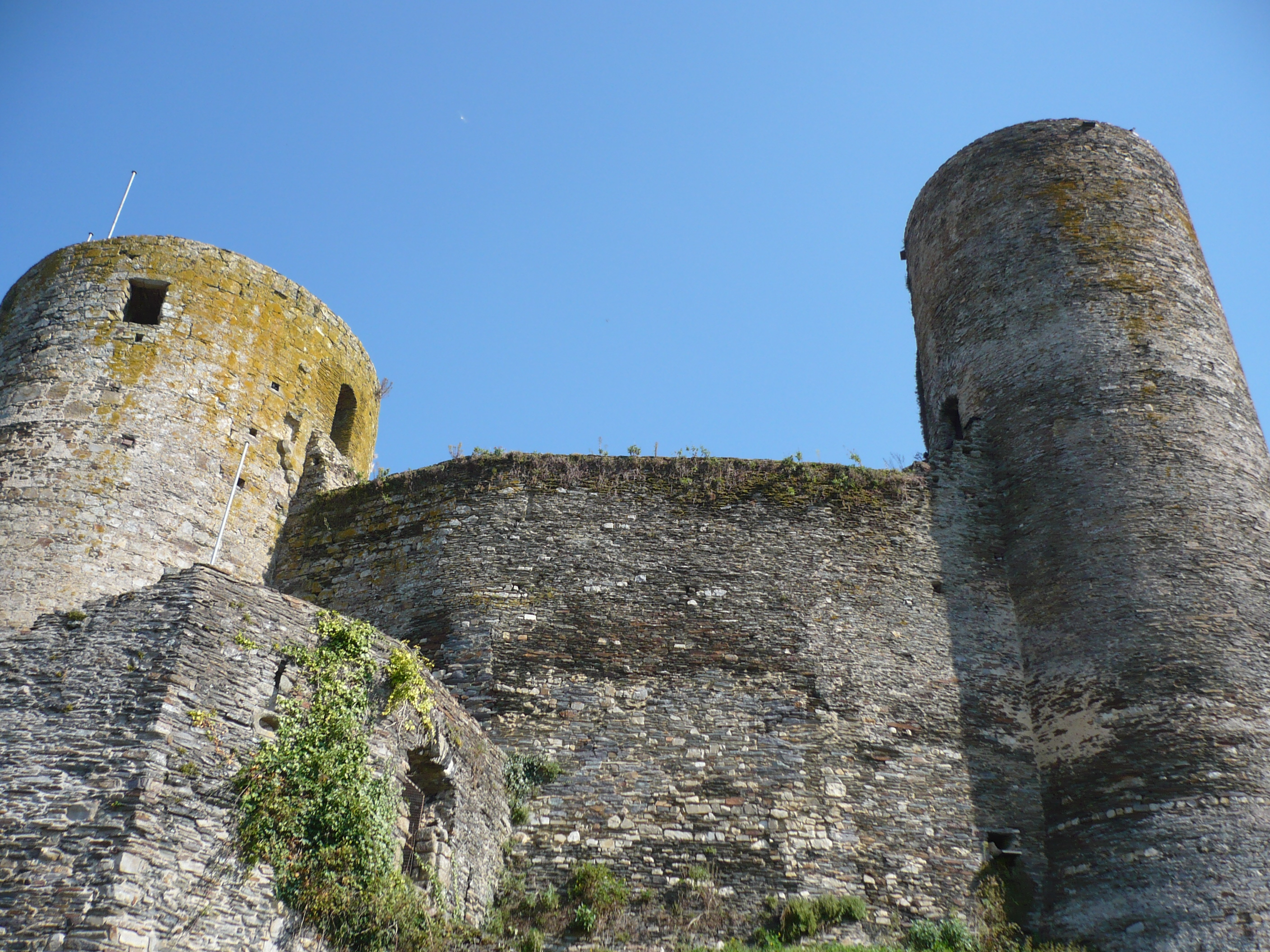
Cortina unint dues torres de Pouancé

En arquitectura militar, una cortina és el llenç de muralla comprès entre dos bastions, torres d'un castell o fortalesa, de les que rep suport i flanqueig. L'angle de la cortina és, en el traçat del baluard, l'angle que forma l'eix imaginari de la cortina amb el flanc. Quan la línia de defensa tallava a la cortina en un punt diferent del seu extrem, es deia flanc de la cortina a l'espai, definit sobre aquesta, entre el punt de la intersecció i el flanc immediat. El trencant de la cortina era la porció de la cortina que en alguns traçats del baluard es desviava de la direcció principal, junt a cada un dels flancs. La cortina defensiva era la línia fronterera que alguns països formaven amb fortes barreres, tancant l'espai comprès entre dues places importants de guerra. El seu objecte era protegir la zona de concentració de l'exèrcit propi, i alhora interceptar els camins que pogués triar l'enemic en efectuar la invasió del territori.

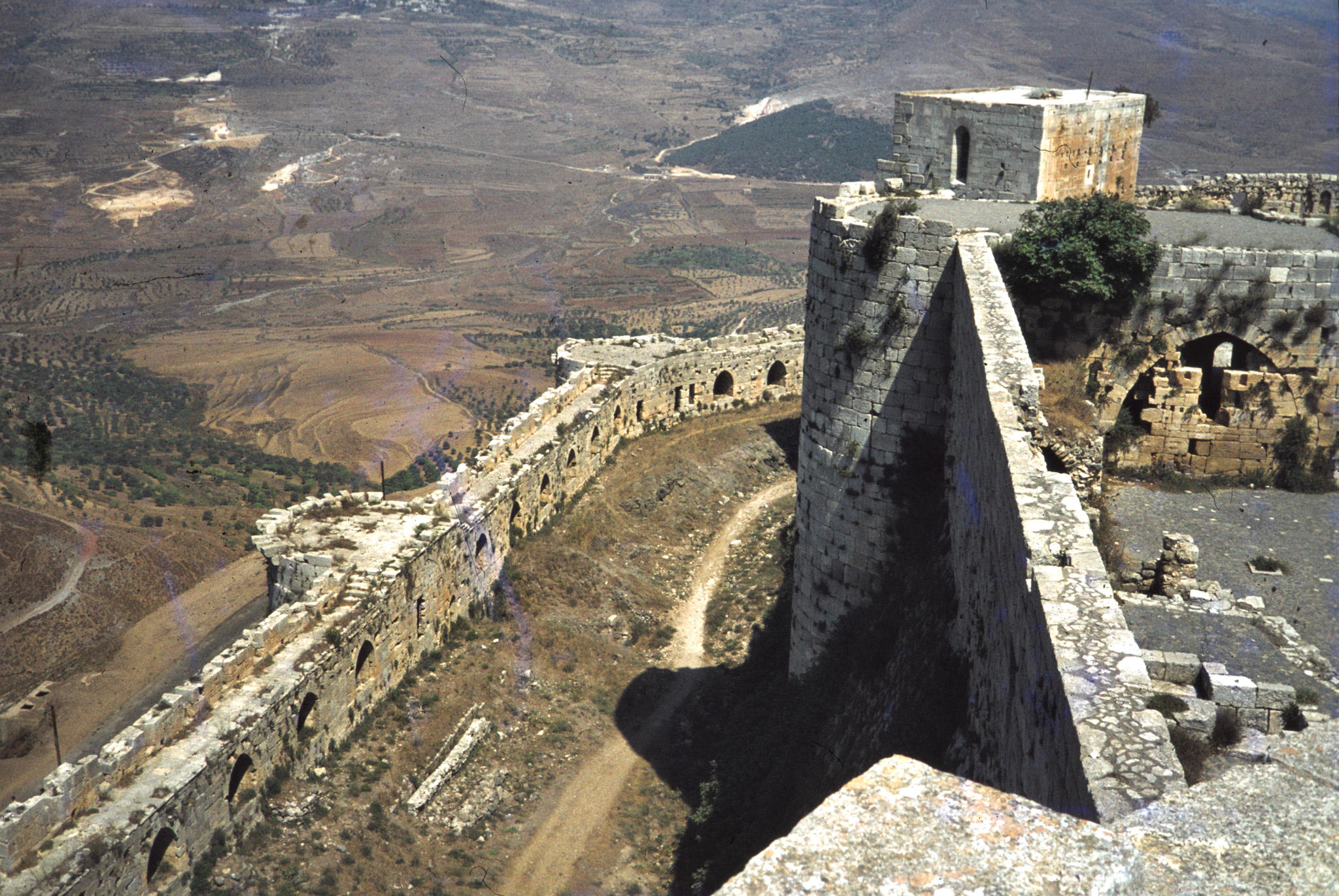
Cortina del Crac dels Cavallers, Síria.

La longitud de les cortines sembla que ha estat sempre en relació amb les armes de projecció emprades en la defensa de les places fortes. Així seria lògic suposar que en un principi l'abast de la fletxa disparada per l'arc, seria el que limitava la longitud de la cortina.
La introducció de les armes de foc va permetre augmentar la longitud de les cortines, tenint en compte els enginyers de no exagerar-la per no debilitar en excés la part central, que era la que escollia en general el que assetjava com a blanc dels seus atacs. Les muralles d'Anvers construïdes el 1540, probablement segons els plànols de Sanmichele, van tenir cortines de més de 500 m de llarg.
En l'època del predomini de la fortificació amb baluards es van donar minucioses regles per a determinar el traçat dels fronts, que variaven amb les diverses escoles, però totes convenien en la necessitat de fixar un límit màxim i un altre mínim a la longitud de la cortina, que si era massa gran era difícil de cobrir contra els atacs del que assetjava, i si era massa petita, deixava privada de defensa una gran extensió de vall, que no podia ser vista des dels flancs.